# Взрослая танцевальная музыка
«Взрослая Танцевальная Музыка» — второй сольный студийный альбом российского рэп-исполнителя Вячеслава Машнова, известного под псевдонимом Слава КПСС. Он был выпущен 27 апреля 2018 года на лейбле «Ренессанс» и сразу же был выложен в социальной сети ВКонтакте и на YouTube.

## Список композиций
| №  | Название                                  | Длительность |
| -- | ----------------------------------------- | ------------ |
| 1. | «Криминальная Россия»                     | 2:37         |
| 2. | «Тёлки, Снэки, Алкоголь (при уч. Джигли)» | 3:15         |
| 3. | «Олимпос»                                 | 4:06         |
| 4. | «Пацанский Флекс»                         | 2:55         |
| 5. | «Фартомёт 2002»                           | 3:49         |
| 6. | «В Рыгаловке (при уч. Джигли)»            | 2:07         |
| 7. | «Забычкуем (при уч. Юлии Бойко)»          | 2:54         |
| 8. | «Манекены»                                | 3:47         |
| 9. | «Ка-Пэкс»                                 | 2:15         |